# Galapagar
Galapagar es un municipio del noroeste de la Comunidad de Madrid (España), a 33 kilómetros de la capital de España. Se extiende sobre una superficie de 65 km². Limita con Collado Villalba, Colmenarejo, Torrelodones, Las Rozas de Madrid, El Escorial, San Lorenzo de El Escorial, Villanueva del Pardillo, Hoyo de Manzanares, Moralzarzal y Guadarrama.

## Símbolos
El escudo heráldico que representa al municipio fue aprobado oficialmente el 2 de marzo de 1978 con el siguiente blasón:

«Escudo de sinople sembrado de galápagos, de oro. Al timbre, corona real, cerrada.»
Boletín Oficial del Estado n.º 74 de 28 de marzo de 1978

La descripción textual de la bandera municipal, oficializada en 2015, es la siguiente:

«Paño de proporciones 2:3; de color verde, terciado en bajo de blanco, perfilado en amarillo oro, cargado del escudo municipal en el centro.»
Boletín Oficial de la Comunidad de Madrid n.º 198 de 21 de agosto de 2015

## Geografía
Galapagar está ubicado en las estribaciones de la sierra de Guadarrama. Dentro del municipio se halla parte del parque regional del Curso medio del río Guadarrama y su entorno, caracterizado por el predominio del bosque mediterráneo y de ribera, así como por la existencia de amplias zonas de pastos. Encinas, enebros, fresnos, jaras, quejigos y pinos se cuentan entre las principales especies vegetales del municipio. Galapagar tiene un clima mediterráneo con estaciones más pronunciadas debido a la altitud y la lejanía del mar. Los inviernos son frescos, mientras que los veranos son muy cálidos.
| Noroeste: El Escorial y Guadarrama | Norte: Collado Villalba      | Noreste: Moralzarzal         |
| Oeste: Colmenarejo y El Escorial   |                              | Este: Torrelodones           |
| Suroeste Colmenarejo               | Sur: Villanueva del Pardillo | Sureste: Las Rozas de Madrid |

### Clima
El clima de Galapagar es el denominado clima mediterráneo de interior. La temperatura suele ser un poco más baja que en la capital y las precipitaciones más abundantes, ya que se aproxima a la sierra y posee una altitud que ronda los 900 metros. Desde que se tiene constancia, hace 20 años, la temperatura mínima registrada es de -10.4 °C (2009) y la máxima de 39,1 °C (2013).[cita requerida] La precipitación es moderada, alrededor de 670 mm al año, siendo noviembre el mes más lluvioso. La media es de 5 a 10 días con nevada, de 10 a 20 días con niebla y de 20 a 30 días con tormenta al año.[cita requerida]

## Historia

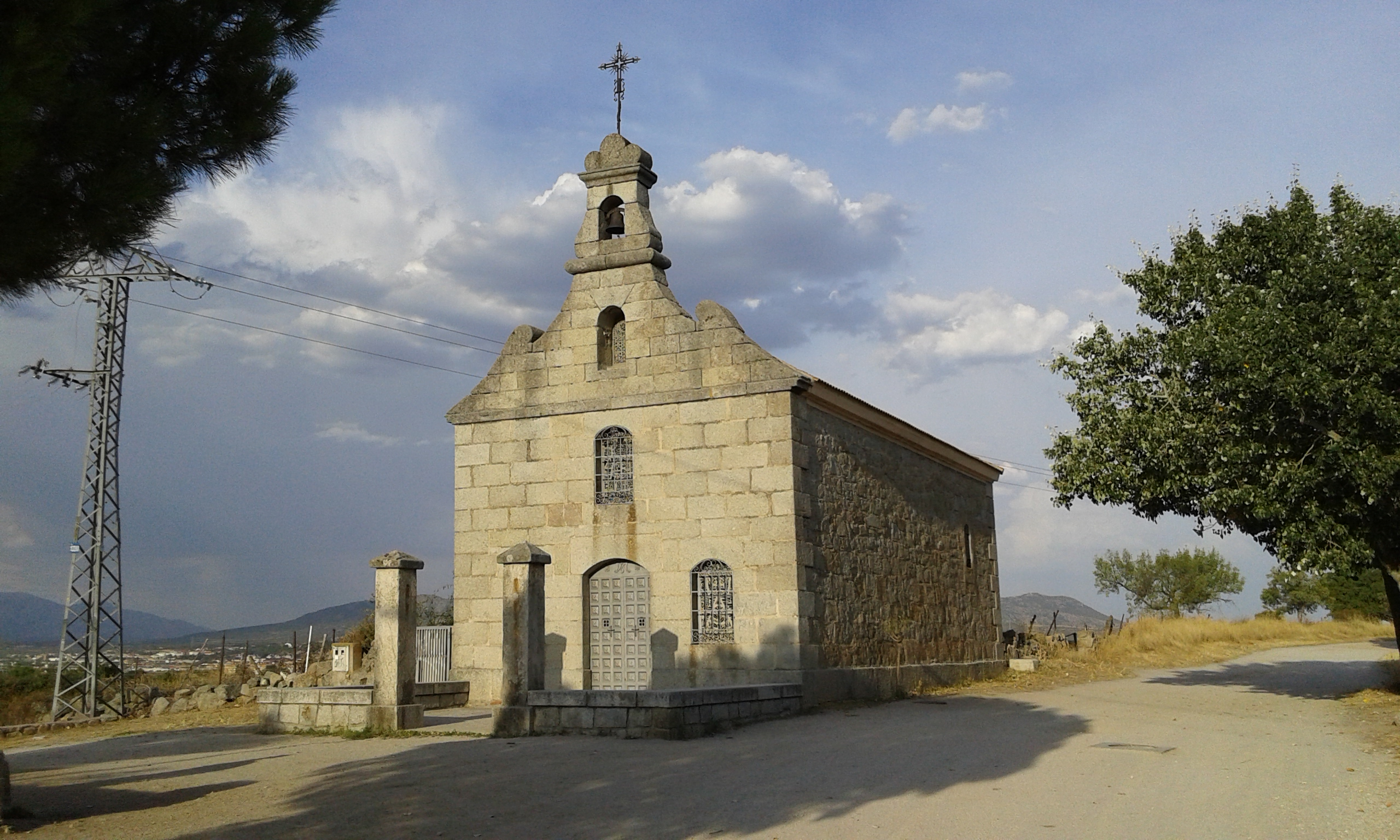
Ermita del Cerrillo o de Nuestra Señora de los Desamparados

No hay constancia arqueológica o documental de que llegara a existir en Galapagar población romana. En la zona en la que se levanta actualmente el centro cultural La Pocilla, junto a la vía romana que viene de Segovia a través del puerto de La Fuenfría, sí que se han hallado vestigios poblacionales de época tardorromana-visigoda.
Sobre el suelo de Galapagar pasaba el antiguo camino árabe de Humayd o Balat Humayd, referido en fuentes cristianas desde el siglo XII como Bálatome. Este ponía en comunicación las dos mesetas castellanas, viniendo desde Toledo por la margen derecha del río Guadarrama hasta alcanzar el pueblo del mismo nombre para luego remontar el puerto de Tablada hasta El Espinar. En esta última localidad coincidía con el camino medieval que se bifurcaba en lo alto del puerto, para dirigirse a Segovia por Ferreros (Otero de Herreros), próximo a Riofrío. La ruta de Balat Humayd aparece mencionada en varias fuentes musulmanas ya desde el siglo IX.
El lugar culminó su repoblación en 1266, fue ordenada por Alfonso X que fue ejecutada por caballeros segovianos, sin ningún planeamiento previo, tal como atestiguan los yacimientos de Galapagar (en una zona de canteras hacia el kilómetro 4,500 de la carretera de Collado Villalba), Ferrero, Fuente del Álamo y Pazenporra. El territorio pertenecía en 1208 al Sexmo de Manzanares, incluido a su vez en la Comunidad de Ciudad y Tierra de Segovia. En 1249 es citado por primera vez en una carta en la que Fernando III establece las lindes entre Madrid y Segovia, en un intento más de resolver el litigio que las dos villas mantenían desde 1152 por la propiedad de estas tierras limítrofes. Posteriormente, por decisión de Alfonso X el Sabio, esta zona constituiría el denominado Real de Manzanares.
Es posible que la fundación de Galapagar se remonte a 1268, la época de más intensa repoblación cristiana, bajo el reinado del rey Sabio. Sus fundadores fueron probablemente ganaderos segovianos que aprovecharon algún poblamiento anterior. El asentamiento original era una zona relativamente llana, extendida en el entorno de la encrucijada de numerosos caminos. En un enclave del extremo del hábitat se situaría la primitiva iglesia, que pudo construirse a finales del siglo XIII o principios del siglo XIV. En 1297, Sancho IV incluye Galapagar en el territorio de Segovia en un nuevo documento de amojonamiento destinado a fijar los límites entre Segovia y Madrid.
El Real de Manzanares, y con él Galapagar, seguiría oscilando en el futuro entre Segovia y Madrid, entre el señorío y el realengo, según los diferentes avatares históricos. Bajo el reinado de Juan I, en 1383, pasó a la Casa de Mendoza. En 1445 se integró en el Condado del Real de Manzanares. En 1475, Diego Hurtado de Mendoza fue nombrado por los Reyes Católicos primer duque del Infantado, ducado bajo cuyo señorío permanecería Galapagar durante largo tiempo.
Otros yacimientos tardomedievales son una alquería del siglo XIV (conocida como Las Ventillas y emplazada al sur del municipio, en las inmediaciones de la urbanización Las Cuestas) y la necrópolis de La Navata. En torno a esta última, en el lugar conocido como Prados de las Callejas, existió una ermita. A mediados del siglo XV pudo fundarse en el territorio de Galapagar, concretamente en las proximidades de Navalquejigo, la ermita de San Bartolomé, más tarde conocida como del Cerrillo. La construcción de la actual Parroquia de Nuestra Señora de la Asunción se iniciaría algo más tarde.
Galapagar perdió su condición de anejo de la villa de Manzanares en el año 1523, al conseguir su propio villazgo por concesión de 24 de diciembre de Doña Juana de Castilla y del rey Carlos I. El 20 de abril de 1529 fue confirmado en Toledo tal otorgamiento. En el Repertorio de Alonso de Meneses de 1576, aparece mencionado por vez primera el Camino Real de Valladolid que desde Madrid continuaba por Aravaca, Torrelodones, La Venta (en el municipio de Collado Villalba), Guadarrama y Tablada. Dicha vía pasaba por el este del actual municipio de Galapagar, conectando con el camino que iba hasta El Escorial. La construcción del Monasterio de San Lorenzo de El Escorial reforzó su importancia.
Aunque no se conservan las Relaciones de Felipe II correspondientes a Galapagar, sabemos por las de Villanueva del Pardillo (entonces conocido como lugar del Pardillo) de 1580 que esta era "aldea e jurisdicción de la villa de Galapagar, con término propio delimitado, aportando una sesentena de vecinos que habitaban otras tantas casas y se regían por un alcalde pedáneo nombrado en Galapagar". Todo quedaba incluido en el Real de Manzanares, propiedad del duque del Infantado, y a su vez se encuadraba en el reino de Toledo y la provincia de Guadalajara, así como en el distrito de la Real Chancillería de Valladolid. En ésta se resolvían los pleitos en grado de apelación, puesto que los ordinarios se contemplaban en el propio Galapagar. En el plano religioso se dependía del arciprestazgo de Canales y del arzobispado de Toledo.
Tanto Villanueva del Pardillo como el resto de los anejos de la jurisdicción de Galapagar, es decir Colmenarejo, Navalquejigo y Torrelodones, formaron en 1564 sus propias parroquias, tras su desenajenación por Felipe II. Por estas fechas debían de existir en el término varias ermitas, al menos las de San Gregorio, de la Vera Cruz, de San Bartolomé y de San Bruno. Aguas arriba del puente de las Minas existía otro puente de piedra, que algunos datan en el siglo XV y otros en el siglo XVI, conocido como el del Molino de la Navata por encontrarse junto a un molino en ruinas en la zona de La Navata. En 1630 se le concedió el villazgo a Colmenarejo. Por su parte, Torrelodones hubo de esperar hasta 1658. Navalquejigo sí que continuará unido a Galapagar, pese al contencioso mantenido al respecto desde 1503 con El Escorial.
Durante el siglo XVIII, el pueblo siguió formando parte, como cuarta villa del Real de Manzanares, del corregimiento de Guadalajara, dentro del partido de Colmenar Viejo: de ello nos da cuenta en sus inicios el Vecindario General de España de 1717, y en sus postrimerías el censo de Floridablanca de 1789. En 1799, el partido judicial se integró en su totalidad en la provincia de Madrid. Las transcripciones de las respuestas al Catastro de Ensenada nos informan de que en 1751 Galapagar continúa dependiendo de la Casa del Infantado, y que Navalquejigo y Colmenarejo le limitan por el oeste, mientras que el Pardillo lo hace por el sur. Aunque el Pardillo y Colmenarejo sean ya villas y tengan delimitado su propio término, carecen sin embargo de alcalde propio y a efectos fiscales se integran en la jurisdicción civil de Galapagar: ello explicaría que en la encuesta haya también vecinos de Colmenarejo y el Pardillo.
Con la construcción del nuevo camino Las Rozas-Galapagar-El Escorial, y su ramal Galapagar-Guadarrama (que enlazaba con la intervención efectuada en 1749 durante el reinado de Fernando VI sobre el puerto de Guadarrama), la villa recibe una inyección de vitalidad. Tras la posterior invasión francesa de 1808 se asentó un destacamento militar galo en el pueblo, aprovechando su emplazamiento estratégico en los accesos a Madrid.
La reforma administrativa de 1833 dejó sin valor el señorío del Infantado, tantos siglos presente en la localidad. Ésta continuaba inserta, a mediados de dicha centuria, en el partido judicial de Colmenar Viejo. Navalquejigo constaba ahora como un agregado suyo. Al igual que en el resto de España, la ley desamortizadora de Madoz de diciembre de 1869 transformó el mapa municipal. Un factor dinamizador de la actividad económica de Galapagar y los pueblos limítrofes fue la llegada del ferrocarril a comienzos de la década de 1860. La Línea General del Norte de España, Madrid-Irún, se trazó por Collado Villalba y El Escorial en su paso hacia Ávila y Medina del Campo, afectando al término municipal en sus lindes este y norte. En 1887, Galapagar quedó encuadrado en el nuevo partido judicial de San Lorenzo de El Escorial, que reabsorbió 14 municipios del partido de Colmenar Viejo.
En el siglo XX, Galapagar se convierte en lugar de veraneo para muchos madrileños, lo que llevó a la aparición de varias colonias residenciales. Durante todo este siglo se empieza a promover la construcción de diversas urbanizaciones en el extrarradio. A mediados de siglo, aprovechando la existencia de una prolongada cuesta en la carretera se celebraba aquí una curiosa prueba de velocidad para automóviles y motocicletas (la cuesta de Galapagar). En 1976 se aprobó el planeamiento urbanístico que todavía se halla vigente en el municipio, lo que no ha impedido una expansión desbocada de la actividad constructiva. En la actualidad, el núcleo urbano queda configurado por la agregación al casco antiguo, sin solución de continuidad, de una serie de urbanizaciones.
En las elecciones municipales de 2007, el hasta entonces gobernante Partido Popular perdió tres concejales con respecto a los comicios anteriores (se quedó con nueve), manteniéndose como primera fuerza política. No obstante, la unión de cuatro partidos de la oposición permitió la elección de la alcaldesa Carmen Toledano (PSOE). De los once concejales que componen el actual gobierno municipal, seis pertenecen al PSOE, dos a la Plataforma de Vecinos de Galapagar (PdeVG), otros dos a Activa-Coalición por Galapagar (coalición de Galapagar Verde y Sostenible, Vecinos Independientes e Izquierda Unida) y uno a Foro Verde-GyU.
Desde el 1 de octubre de 2008, el nuevo alcalde de la localidad es Daniel Pérez Muñoz, del PP. Llega al poder tras consumarse la moción de censura sobre la anterior alcaldesa, Carmen Toledano.
En el pleno extraordinario del 22 de noviembre de 2013 se aprobó por mayoría el diseño de la bandera de Galapagar, ya que hasta ese momento y pese a los 700 años de historia del municipio, Galapagar no contaba con este símbolo oficial, aunque si, desde 1977 con escudo. La bandera es verde con una franja diagonal blanca perfilada en oro que cruza desde el ángulo superior izquierdo al inferior derecho, en el centro de la franja blanca podrá ostentar el escudo oficial.

### La vía romana
Las fuentes sobre caminería de época romana y visigoda en la zona se reducen a dos: el Itinerario de Antonino y el Anónimo de Rávena. No obstante, ambos documentos son muy discutidos. Según el Itinerario de Antonino, las vías romanas que atraviesan la actual Comunidad de Madrid son la A24, la A25 y la A29, todas ellas desde Mérida a Zaragoza (aunque la tercera, vía Lusitania). En realidad tendríamos dos vías: una que iría de Segovia a Ocaña (Toledo), por la zona de Galapagar, y otra de Talavera de la Reina a Alcalá de Henares pasando por Toledo. Entre Segovia y Titulcia, cerca de Galapagar, habría una mansio (mansión) llamada Miac(c)um. Varios yacimientos podrían corresponderse con esta mansio, situada a unas treinta millas de Segovia:
1. El Beneficio, en Collado Mediano, recientemente excavado por J. Jiménez Guijarro.
2. Monesterio, en San Lorenzo de El Escorial, donde hay un yacimiento romano, visigodo y musulmán a orillas del Guadarrama.
3. La San Yago, en el km 40 del ferrocarril de Ávila, en donde se encontraron dos inscripciones romanas.

Desde allí, la vía iría por Galapagar, en donde se ha encontrado un miliario de Caracalla (recogido en las dependencias del ayuntamiento), y en cuyo término municipal se ha excavado un tramo de calzada.
En diciembre de 1994, por encargo de la Comunidad de Madrid, los arqueólogos Olga Vallespín, Carlos Caballero y Ángel Conejo realizaron una intervención de urgencia en la calzada romana del pueblo, en la zona de la vía pecuaria llamada Cordel de Suertes Nuevas, junto a la carretera hacia Collado Villalba y el llamado Puente del Toril (VALLESPÍN, Olga, CABALLERO, Carlos y CONEJO, A. 2000). El objetivo de la intervención era "documentar los restos, dotarles de una cronología y dictaminar sobre la posibilidad de integrarlos en un proyecto de parque lineal promovido por el consistorio local".
El tramo intervenido constaba de dos tramos de 200 y 40 m de longitud, con una orientación general noroeste-sureste. A estos dos tramos ya conocidos se añadió durante la intervención un tercero, al norte de los anteriores, enterrado y en aparente buen estado de conservación, al haber quedado oculto por el talud de la carretera. Además, prospecciones sobre el terreno complementarias de los trabajos permitieron documentar un cuarto tramo que prolonga la calzada por el lado oeste de la carretera, y cuyos restos se prolongan en una longitud aproximada de 3,5 km en dirección al Puente del Herreño.
Una limpieza superficial y dos catas "permitieron determinar las características constructivas de la calzada y establecer la anchura media del empedrado, que quedó cifrada en torno a los 8 m". La técnica constructiva consistía en "grandes losas asentadas sin argamasa sobre pequeñas piedras de granito y cuarzo". Su grado de conservación era bueno, pero las excavaciones no proporcionaron material arqueológico alguno que pudiera otorgar una cronología a los restos.
Los arqueólogos que realizaron la excavación mantienen que su datación es romana, basándose en que la vía está en el corredor de la vía romana que procede del Puerto de La Fuenfría, y también en la aparición de un miliario descubierto en la década de 1970 y custodiado en el antiguo calabozo del ayuntamiento galapagareño, muy cerca de donde fue encontrado.
Siguiendo hacia el sureste, en dirección al centro de Galapagar, junto al centro cultural la Pocilla, se encuentra otro tramo corto al descubierto. A él corresponde la planta que aparece en el artículo citado.
Un poco más al sur, la calzada pasa al otro lado de la valla y penetra en el interior de la parcela adyacente, desde donde se dirigiría ya hacia la plaza Mayor de Galapagar, en cuyas cercanías (calle Torrelodones) apareció el susodicho miliario.

## Demografía
Galapagar cuenta con una población de 36 184 habitantes (INE 2024).
| Gráfica de evolución demográfica de Galapagar entre 1842 y 2021 |
| |
| Población de derecho según los censos de población del INE Población de hecho según los censos de población del INEEn 1857 crece el término del municipio porque incorpora a Navalquejido |

Galapagar es el 22.º municipio más habitado de la Comunidad de Madrid. Cerca del 30 % de sus pobladores viven en las urbanizaciones del término municipal, no en el núcleo urbano. Destaca especialmente la zona de La Navata, donde se asienta una estación de tren, que cuenta con un código postal propio. Otra de sus urbanizaciones es la Colonia España. Se trata de un lugar residencial ubicado en las cercanías del término municipal de Collado Villalba y al lado de la zona comercial P-29. Cuenta con otra estación de tren, la de San Yago. Su eje vertebrador es la Cañada Real Segoviana que destaca por su importante valor ecológico. El municipio cuenta con un buen número de ciudadanos de origen extranjero (un 17 % de su población empadronada).

## Comunicaciones

### Autobús
A Galapagar llegan varias líneas de autobús de las empresas Julián de Castro y ALSA. Dichas líneas comunican el municipio con Madrid capital, al Intercambiador de Moncloa concretamente y también con otros municipios. Las líneas son las siguientes:
| Línea | Recorrido                                                            |
| ----- | -------------------------------------------------------------------- |
| 630   | Villalba (estación FF. CC.) – Galapagar - Colmenarejo - Valdemorillo |
| 631   | Madrid (Moncloa) - Torrelodones (Colonia) - Galapagar - Colmenarejo  |
| 632   | Madrid (Moncloa) – La Navata - Galapagar - El Guijo                  |
| 633   | Hospital Puerta de Hierro - Galapagar - Colmenarejo                  |
| 634   | Colmenarejo - Galapagar - Est. La Navata                             |
| 635   | Madrid (Moncloa) – Torrelodones (Colonia) - La Navata - Galapagar    |
| 661   | Madrid (Moncloa) - San Lorenzo de El Escorial (por Galapagar)        |
| 661A  | Madrid (Moncloa) – Las Zorreras (por Galapagar)                      |
| 667   | Majadahonda (Hospital) - San Lorenzo de El Escorial (por Galapagar)  |
| N604  | Madrid (Moncloa) - El Escorial - San Lorenzo de El Escorial          |
| N904  | Madrid (Moncloa) – Torrelodones (Colonia) - Galapagar - Colmenarejo  |

### Ferrocarril
Al municipio también se puede acceder en los trenes de Cercanías Madrid. Tiene dos estaciones, La Navata y San Yago. A la estación de Galapagar-La Navata, situada en este último barrio, llegan las siguientes líneas:
| Línea | Recorrido                                                                                           |
| ----- | --------------------------------------------------------------------------------------------------- |
|       | Guadalajara – Atocha - Recoletos - Chamartín - Cercedilla / El Escorial - Santa María de la Alameda |
|       | Villalba – Atocha - Recoletos - Chamartín                                                           |

A la estación de San Yago situada en el barrio Colonia España, solo llega la línea C-8a.

## Economía
La economía de Galapagar ha estado tradicionalmente orientada hacia el sector primario, particularmente la ganadería. El aumento demográfico registrado en los últimos lustros ha conducido a un creciente peso del sector de los servicios (comercio, banca, etc.). Desde finales de la década de 1990, el auge de la actividad en el sector de la construcción se ha saldado con la urbanización de numerosas hectáreas de suelo municipal, con polémicas recalificaciones que han contado con el visto bueno de los sucesivos gobiernos locales.

## Administración y política

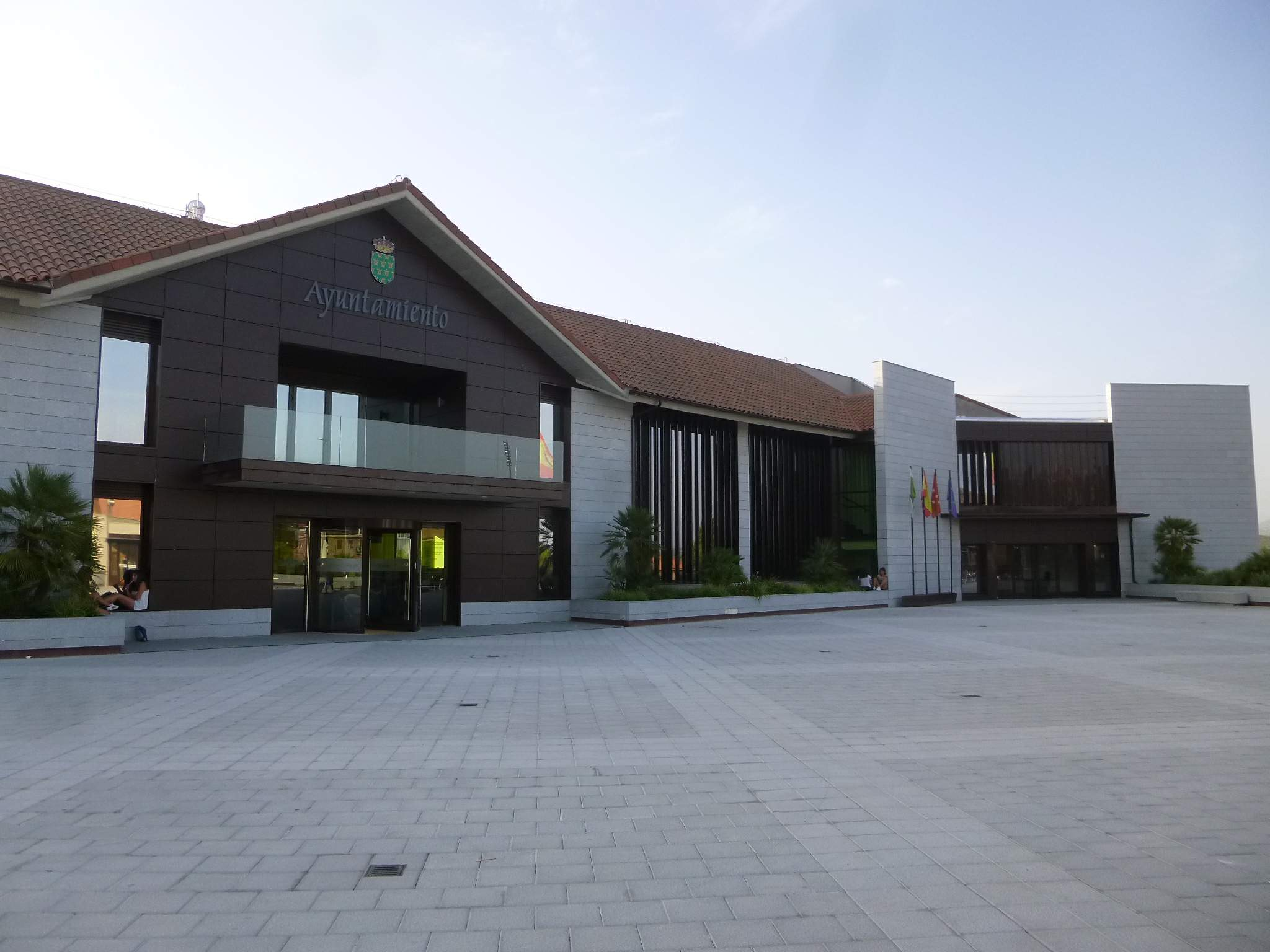
Ayuntamiento de Galapagar

| Periodo   | Nombre                         | Partido | Partido                                  |
| --------- | ------------------------------ | ------- | ---------------------------------------- |
| 1979-1983 | Victoriano Martínez Greciano   |         | Unión de Centro Democrático (UCD)        |
| 1983-1987 | Victoriano Martínez Greciano   |         | Grupo Independiente de Galapagar         |
| 1987-1991 | Luis Fernando Rubio Guillén    |         | Alianza Popular                          |
| 1991-1995 | Manuel Cabrera Padilla         |         | Partido Socialista Obrero Español (PSOE) |
| 1995-1995 | Félix García Guillomía         |         | Izquierda Unida (IU)                     |
| 1995-1999 | Eugenio de Pablo Andrés        |         | Partido Popular (PP)                     |
| 1999-2003 | Manuel Cabrera Padilla         |         | Partido Socialista Obrero Español (PSOE) |
| 2003-2005 | José Tomás Román Cápelo        |         | Partido Popular (PP)                     |
| 2005-2007 | José Luis González Fernández   |         | Partido Popular (PP)                     |
| 2007-2008 | María del Carmen Toledano Rico |         | Partido Socialista Obrero Español (PSOE) |
| 2008-2019 | Daniel Pérez Muñoz             |         | Partido Popular (PP)                     |
| 2019-2023 | Alberto Gómez Martín           |         | Partido Socialista Obrero Español (PSOE) |
| 2023-act. | Carla Isabel Greciano Barrado  |         | Partido Popular (PP)                     |

| Partido político                         | 2023  | 2023  | 2023       | 2019  | 2019  | 2019       | 2015  | 2015  | 2015       | 2011  | 2011  | 2011       | 2007  | 2007  | 2007       |
| Partido político                         | Votos | %     | Concejales | Votos | %     | Concejales | Votos | %     | Concejales | Votos | %     | Concejales | Votos | %     | Concejales |
| Partido Popular (PP)                     | 6910  | 41,17 | 10         | 4176  | 26,95 | 6          | 5523  | 38,45 | 10         | 5385  | 39,50 | 10         | 4868  | 38,40 | 9          |
| Partido Socialista Obrero Español (PSOE) | 2974  | 17,71 | 4          | 3620  | 23,36 | 5          | 1730  | 12,04 | 3          | 1699  | 12,46 | 3          | 3162  | 24,94 | 6          |
| Vox                                      | 2526  | 15,05 | 4          | 2105  | 13,58 | 3          | 194   | 1,35  | 0          | —     | —     | —          | —     | —     | —          |
| Por Galapagar                            | 1779  | 10,59 | 2          | —     | —     | —          | —     | —     | —          | —     | —     | —          | —     | —     | —          |
| Galapagar Entre Todos (GET)              | 973   | 5,79  | 1          | —     | —     | —          | —     | —     | —          | —     | —     | —          | —     | —     | —          |
| Izquierda Unida (IU)                     | 820   | 4,88  | 0          | 1861  | 12,01 | 2          | 971   | 6,76  | 1          | 1131  | 8,30  | 2          | —     | —     | —          |
| Ciudadanos (CS)                          | 234   | 1,39  | 0          | 2694  | 17,38 | 4          | 1651  | 11,49 | 3          | 70    | 0,51  | 0          | —     | —     | —          |
| Más Madrid                               | —     | —     | —          | 914   | 5,89  | 1          | —     | —     | —          | —     | —     | —          | —     | —     | —          |
| Cambiemos Galapagar                      | —     | —     | —          | —     | —     | —          | 1914  | 13,33 | 3          | —     | —     | —          | —     | —     | —          |
| Sí Se Puede                              | —     | —     | —          | —     | —     | —          | 737   | 5,13  | 1          | —     | —     | —          | —     | —     | —          |
| Partido Demócrata de Galapagar (PDGA)    | —     | —     | —          | —     | —     | —          | —     | —     | —          | 2437  | 17,88 | 4          | —     | —     | —          |
| Plataforma de Vecinos de Galapagar (PVG) | —     | —     | —          | —     | —     | —          | —     | —     | —          | 814   | 5,97  | 1          | 1504  | 11,86 | 2          |
| Iniciativa Habitable (IH)                | —     | —     | —          | —     | —     | —          | —     | —     | —          | 683   | 5,01  | 1          | —     | —     | —          |
| Coalición Activa Galapagar (A-CG)        | —     | —     | —          | —     | —     | —          | —     | —     | —          | —     | —     | —          | 1128  | 8,90  | 2          |
| Centro Democrático Liberal (CDL)         | —     | —     | —          | —     | —     | —          | —     | —     | —          | —     | —     | —          | 657   | 5,18  | 1          |
| FV-GI                                    | —     | —     | —          | —     | —     | —          | —     | —     | —          | —     | —     | —          | 644   | 5,08  | 1          |

## Servicios

### Educación
En Galapagar hay 5 guarderías (2 públicas y 3 privadas), 4 colegios públicos de educación infantil y primaria, 2 institutos de educación secundaria y 2 colegios privados y un colegio privado sostenido con fondos públicos (concertado).
También cuenta con un centro educativo para personas adultas (CEPA público) con una amplia oferta formativa.

## Cultura

### Fiestas
Galapagar suele celebrar sus fiestas patronales en honor al Santísimo Cristo de las Mercedes en torno a la semana del 14 de septiembre, día festivo en la localidad. Durante las mismas, cada año se elaboran una serie de actividades dónde se implica a toda la población, destacando los campeonatos deportivos y los conciertos de artistas nacionales e internacionales. Es de gran interés la Semana Santa en la que participan la Cofradía Penitencial de Nuestra Señora de la Soledad., la Hermandad Sacramental del Santísimo Cristo de las Mercedes y Nuestro Padre Jesús Nazareno, la Cofradía del Señor de los Milagros y La Hermandad de Nuestro Padre Jesús del Gran Poder, con un total de ocho pasos. El segundo domingo de mayo La Cofradía de Romeros de Ntra. Sra. de los Desamparados organiza la romería de la Virgen de los Desamparados. Además tienen lugar otras festividades como la fiesta del 2 de mayo, la Feria del Libro, del Marisco, del Destocaje y de Abril, el Mercado Medieval, Carnaval, la Noche de San Juan, Halloween y Navidad.

### Deporte
El municipio cuenta con muchas opciones para practicar todo tipo de deportes, dispone de un polideportivo municipal construido en 1991, el cual cuenta con una pista interior con graderío para 700 personas en donde se practican actividades como fútbol sala, Baloncesto o Voleibol. Dispone también de dos campos de hierba de Fútbol 11, siendo uno de ellos el oficial del Club Deportivo Galapagar, que milita en la regional preferente de la CAM (temporada 14/15). Dicho campo de fútbol es conocido como "El Chopo" y tiene una capacidad para 600 personas sentadas y unas 3500 de pie.
Desde mediados de 2010 el municipio cuenta con el único velódromo cubierto de la Comunidad de Madrid y uno de los mejores de España, en él se disputa cada año el Campeonato Nacional de ciclismo en pista júnior y es sede de la Federación Madrileña de Ciclismo y del Club Ciclista Galapagar. También contiene una pista polivalente en su interior y sirve como "aeródromo" para la Federación Madrileña de aeromodelismo. Cuenta con graderío para 300 personas sentadas. 
Además el polideportivo de Galapagar también dispone de una pista exterior polivalente y más de 10 pistas de tenis, pádel y frontón. También existe la posibilidad de entrenar deportes acuáticos en la piscina cubierta con graderío para 200 personas.
Todos los años se celebran campeonatos de distinta índole, siendo destacable "El Rally de los Embalses", una carrera en bicicleta de montaña que discurre a lo largo de 50 km por los alrededores de Galapagar, organizado por el Club Ciclista Galapagar y que en los últimos años está siendo una referencia a nivel autonómico e incluso nacional. Y por su parte también es conocida la carrera "San Silvestre", que se celebra cada 31 de diciembre por las calles del municipio.

### Instalaciones
Galapagar dispone de un centro cultural denominado "La Pocilla", alegoría del nombre histórico del emplazamiento en que se halla, donde brota una fuente de agua natural cristalina y pura, que simboliza a la Cultura como fuente permanente e inagotable del conocimiento. Contiene el Teatro Jacinto Benavente, con un aforo de 417 butacas y referente por organizar espectáculos a nivel nacional e internacional, como Galapajazz (Festival Internacional de Jazz de la Comunidad de Madrid), que ha contado con la presencia de músicos de reconocido prestigio como James Brown, Ornette Coleman, Paco de Lucía, Herbie Hancock, Pat Metheny, Chick Corea, Georges Benson y otros muchos a lo largo de las XV Ediciones realizadas desde el año 1999. La agrupación municipal Big Band Galapagar, de carácter amateur, formada por alumnos y exalumnos de la Escuela de Música de Galapagar de distintos edades y niveles musicales y por músicos de esta zona de la sierra de Guadarrama, colabora y participa como teloneros en el festival desde el año 2001.
También cuenta con un programa formado por Escuela de Música, Danza y Artes Plásticas; escuela de fotografía, escuela de teatro y escuela de magia;  aulas de música, danza, pintura, cerámica, costura, fotografía, y otras versátiles destinadas a desarrollar talleres, cursos, conferencias y otras actividades diversas. Incluye 2 salas de exposiciones, una de ellas profesional, la sala Pablo Palazuelo.
Dispone de Compañía de Danza Residente, Malucos Danza, de estilo flamenco contemporáneo y avalada por un sello de excepcionalidad, que desde el año 2009 se ha convertido pieza clave en todas aquellas programaciones de especial relevancia en el municipio, transformando así la danza en una manifestación artística de vital importancia que moviliza a gran cantidad de aficionados e interesados.
En el año 2015 se inauguró la nueva biblioteca municipal Ricardo León ubicada en la plaza de la Constitución que cuenta con diez salas repartidas en tres plantas abarcando 2000 metros cuadrados. En total, la biblioteca cuenta con 232 puestos de lectura, además de los 42 correspondientes a la biblioteca infantil y está dotada con un fondo de más de 43 000 libros. Destacan los cuentacuentos en la zona infantil y bebeteca. En 2018 la biblioteca recibió del ministro de Educación, Cultura y Deportes, Íñigo Méndez de Vigo, el premio de la XVIII edición de la Campaña de Animación a la Lectura María Moliner presentada en la Biblioteca Nacional de España (BNE). Asimismo, en 2019 la biblioteca Ricardo León estuvo entre las ocho finalistas para hacerse con el premio Biblioteca Pública y Compromiso Social, que otorga la Fundación Biblioteca Social para dar visibilidad a los proyectos que llevan a cabo las bibliotecas públicas para los colectivos más vulnerables.